# Stephan Lichtsteiner
Stephan Lichtsteiner (Adligenswil, Luzern kanton, 1984. január 16. –) svájci labdarúgó.

## Pályafutása
A Grasshopper Club Zürichnél kezdte a pályafutását. A 2001/02-es szezonban debütált a svájci labdarúgó bajnokságban. A következő idényben csapatával megszerezték a bajnoki címet. A 2004/05-ös szezon utána azonban 5 svájci játékossal együtt 2005. nyár végén a Lille OSC együtteséhez ment a Ligue 1-be, Franciaországba. Az első szezonban a harmadik helyre segítette csapatát, ami a Bajnokok Ligájában való indulást biztosította. Az utolsó szezonja kiábrándítóan ért véget, mert az együttes csak a hetedik helyen végzett a bajnokságban és kimaradt mindenféle európai szereplésből. Ebben a szezonban azonban ő elérte az addigi legtöbb gólját a bajnokságban, a négy gólt.
Az Euro 2008 után több csapat érdeklődését is felkeltette többek közt a Paris Saint-Germain FC és az Everton FC együttese is felfigyelt rá. Ő azonban elutasította a PSG ajánlatát és júliusban aláírt egy  négyéves szerződést az SS Lazióval. Az áprilisi Derby della Capitale-n szerezte az első gólját a túlfűtött derby találkozón, nagy meglepetésre, a Lazio nyert meg 4-2 arányban. A találkozón összetűzésbe került az AS Roma hátvédjével Christian Panuccival. A Lazio a szezont csak tizedikként fejezte be, de megnyerte az olasz kupát és kvalifikálta magáz a következő szezonban az Európa Ligába. Játszott még a Sampdoria ellen a következő szezon elején az olasz szuper kupában is, amelyen a Lazio diadalmaskodott.
2011. június 27-én sikeres orvosi vizsgálatokon esett át, majd négy nappal később aláírt a Juventus csapatához. 2018. június 5-én ingyen igazolt az angol Arsenal együtteséhez. A következő szezont már a német Augsburg klubjánál kezdte meg, miután szabadon igazolhatóként egyéves szerződést írt alá.
2020 augusztusában bejelentette, hogy felhagy a labdarúgással, vagyis visszavonult.

## Játékstílusa
Lichtsteiner dinamikus, kemény és sokoldalú védő, képes a pálya mindkét szélén játszani, akár védő, akár támadó feladatokat is ellátni. Gyors, fizikailag erős, kitartó és taktikailag intelligens játékos. Kitartása, elkötelezettsége és atletikussága miatt kapta a Forrest Gump és a Svájci Express becenevet. Annak ellenére, hogy ezen tulajdonságai miatt előszeretettel és hatékonyan segíti a támadásokat, több kritika is érte, hogy hajlamos támadások után elkalandozni, ami miatt csapata védekezése esetlegesen fellazulhat.

## Magánélete
Lichtsteiner nős, felesége Manuela Markworth közgazdász és fitness oktató. Van egy lányuk és egy fiuk. Becenevét, a Forrest Gumpot még a Laziónál töltött időszaka alatt Guido de Angelis sportkommentátor aggatta rá egy AS Roma elleni városi rangadón aratott 4-2-es győzelem során. A Juventusnál a Svájci Express becenevet kapta, mindkettőt gyorsasága miatt.

## Statisztika

### Klub
2019. augusztus 19-én frissítve.
| Klub           | Szezon         | Bajnokság           | Bajnokság     | Bajnokság | Országos kupa | Országos kupa | Nemzetközi kupa | Nemzetközi kupa | Egyéb         | Egyéb | Összesen      | Összesen |
| Klub           | Szezon         | Bajnokság           | Pályára lépés | Gól       | Pályára lépés | Gól           | Pályára lépés   | Gól             | Pályára lépés | Gól   | Pályára lépés | Gól      |
| -------------- | -------------- | ------------------- | ------------- | --------- | ------------- | ------------- | --------------- | --------------- | ------------- | ----- | ------------- | -------- |
| Grasshopper    | 2001–02        | Svájci Super League | 1             | 0         | —             | —             | —               | —               | —             | —     | 1             | 0        |
| Grasshopper    | 2002–03        | Svájci Super League | 25            | 0         | —             | —             | 2               | 0               | —             | —     | 27            | 0        |
| Grasshopper    | 2003–04        | Svájci Super League | 26            | 2         | 4             | 0             | 4               | 0               | —             | —     | 34            | 2        |
| Grasshopper    | 2004–05        | Svájci Super League | 27            | 2         | 1             | 0             | —               | —               | —             | —     | 28            | 2        |
| Grasshopper    | Total          | Total               | 79            | 4         | 5             | 0             | 6               | 0               | —             | —     | 90            | 4        |
| Lille          | 2005–06        | Ligue 1             | 31            | 1         | 4             | 0             | 8               | 0               | —             | —     | 43            | 1        |
| Lille          | 2006–07        | Ligue 1             | 24            | 0         | 5             | 0             | 3               | 0               | —             | —     | 32            | 0        |
| Lille          | 2007–08        | Ligue 1             | 34            | 4         | 4             | 1             | —               | —               | —             | —     | 34            | 5        |
| Lille          | Összesen       | Összesen            | 89            | 5         | 13            | 1             | 11              | 0               | —             | —     | 113           | 6        |
| Lazio          | 2008–09        | Serie A             | 33            | 1         | 6             | 0             | —               | —               | —             | —     | 39            | 1        |
| Lazio          | 2009–10        | Serie A             | 33            | 2         | 2             | 0             | 7               | 0               | 1             | 0     | 43            | 2        |
| Lazio          | 2010–11        | Serie A             | 34            | 0         | 1             | 0             | —               | —               | —             | —     | 35            | 0        |
| Lazio          | Összesen       | Összesen            | 100           | 3         | 9             | 0             | 7               | 0               | 1             | 0     | 117           | 3        |
| Juventus       | 2011–12        | Serie A             | 35            | 2         | 3             | 0             | —               | —               | —             | —     | 38            | 2        |
| Juventus       | 2012–13        | Serie A             | 28            | 4         | 1             | 0             | 6               | 0               | 1             | 0     | 36            | 4        |
| Juventus       | 2013–14        | Serie A             | 27            | 2         | 1             | 0             | 7               | 0               | 1             | 1     | 36            | 3        |
| Juventus       | 2014–15        | Serie A             | 32            | 3         | 3             | 0             | 13              | 0               | 1             | 0     | 49            | 3        |
| Juventus       | 2015–16        | Serie A             | 26            | 0         | 4             | 1             | 6               | 1               | 1             | 0     | 37            | 2        |
| Juventus       | 2016–17        | Serie A             | 26            | 1         | 2             | 0             | 1               | 0               | 1             | 0     | 30            | 1        |
| Juventus       | 2017–18        | Serie A             | 27            | 0         | 3             | 0             | 2               | 0               | 0             | 0     | 32            | 0        |
| Juventus       | Összesen       | Összesen            | 201           | 12        | 17            | 1             | 35              | 1               | 5             | 1     | 257           | 15       |
| Arsenal        | 2018–19        | Premier League      | 14            | 0         | 3             | 1             | 6               | 0               | 0             | 0     | 23            | 1        |
| Arsenal        | Összesen       | Összesen            | 14            | 0         | 3             | 1             | 6               | 0               | 0             | 0     | 23            | 1        |
| Augsburg       | 2019–20        | Bundesliga          | 14            | 0         | 3             | 1             | 6               | 0               | 0             | 0     | 23            | 1        |
| Augsburg       | Összesen       | Összesen            | 0             | 0         | 0             | 0             | 0               | 0               | 0             | 0     | 0             | 0        |
| Karrier összes | Karrier összes | Karrier összes      | 483           | 24        | 47            | 3             | 65              | 1               | 6             | 1     | 601           | 29       |

### Válogatott
2019. március 23-án frissítve.
| Válogatott | Év       | Pályára lépés | Gól |
| ---------- | -------- | ------------- | --- |
| Svájc      | 2006     | 1             | 0   |
| Svájc      | 2007     | 7             | 0   |
| Svájc      | 2008     | 11            | 0   |
| Svájc      | 2009     | 6             | 0   |
| Svájc      | 2010     | 11            | 0   |
| Svájc      | 2011     | 9             | 1   |
| Svájc      | 2012     | 9             | 1   |
| Svájc      | 2013     | 6             | 2   |
| Svájc      | 2014     | 11            | 1   |
| Svájc      | 2015     | 8             | 0   |
| Svájc      | 2016     | 9             | 1   |
| Svájc      | 2017     | 8             | 2   |
| Svájc      | 2018     | 8             | 0   |
| Svájc      | 2019     | 1             | 0   |
| Összesen   | Összesen | 105           | 8   |

## Sikerei, díjai

### Klub
Grasshopper Zürich
- Svájci bajnok (1): 2002–03

Lazio
- Olasz kupagyőztes (1): 2008–09
- Olasz Kupa-győztes (1): 2009

Juventus
- Olasz bajnok (7): 2011–12, 2012–13, 2013–14, 2014–15, 2015–16, 2016–17, 2017–18
- Olasz kupagyőztes (4): 2014–15, 2015–16, 2016–17, 2017–18
- Olasz szuperkupa-győztes (3): 2012, 2013, 2015

### Egyéni elismerés
- Az év svájci labdarúgója: 2015[21]

## Külső hivatkozások
- Adatlapja a weltfussball.de honlapján